# Pinellia
Pinellia, rod kozlačevki smješten u tribus Arisaemateae, dio je potporodice Aroideae. Postoji 10 prizatih vrsta raširenih po Kini, Japanu i Koreji.

## Staništa
Umjerene šume; geofiti, na tlu ili na stijenama, također na travnatim obalama i na poljima kao korov (P. ternata).

## Vrste
1. Pinellia cordata N.E.Br.
2. Pinellia discolor R.Luo; otkrivena 2024.
3. Pinellia fujianensis H.Li & G.H.Zhu
4. Pinellia hunanensis C.L.Long & X.J.Wu
5. Pinellia integrifolia N.E.Br.
6. Pinellia pedatisecta Schott
7. Pinellia peltata C.Pei
8. Pinellia polyphylla S.L.Hu
9. Pinellia ternata (Thunb.) Makino
10. Pinellia tripartita (Blume) Schott
11. Pinellia yaoluopingensis X.H.Guo & X.L.Liu

## Sinonimi
- Atherurus Blume
- Hemicarpurus Nees